# Tea (planeta)

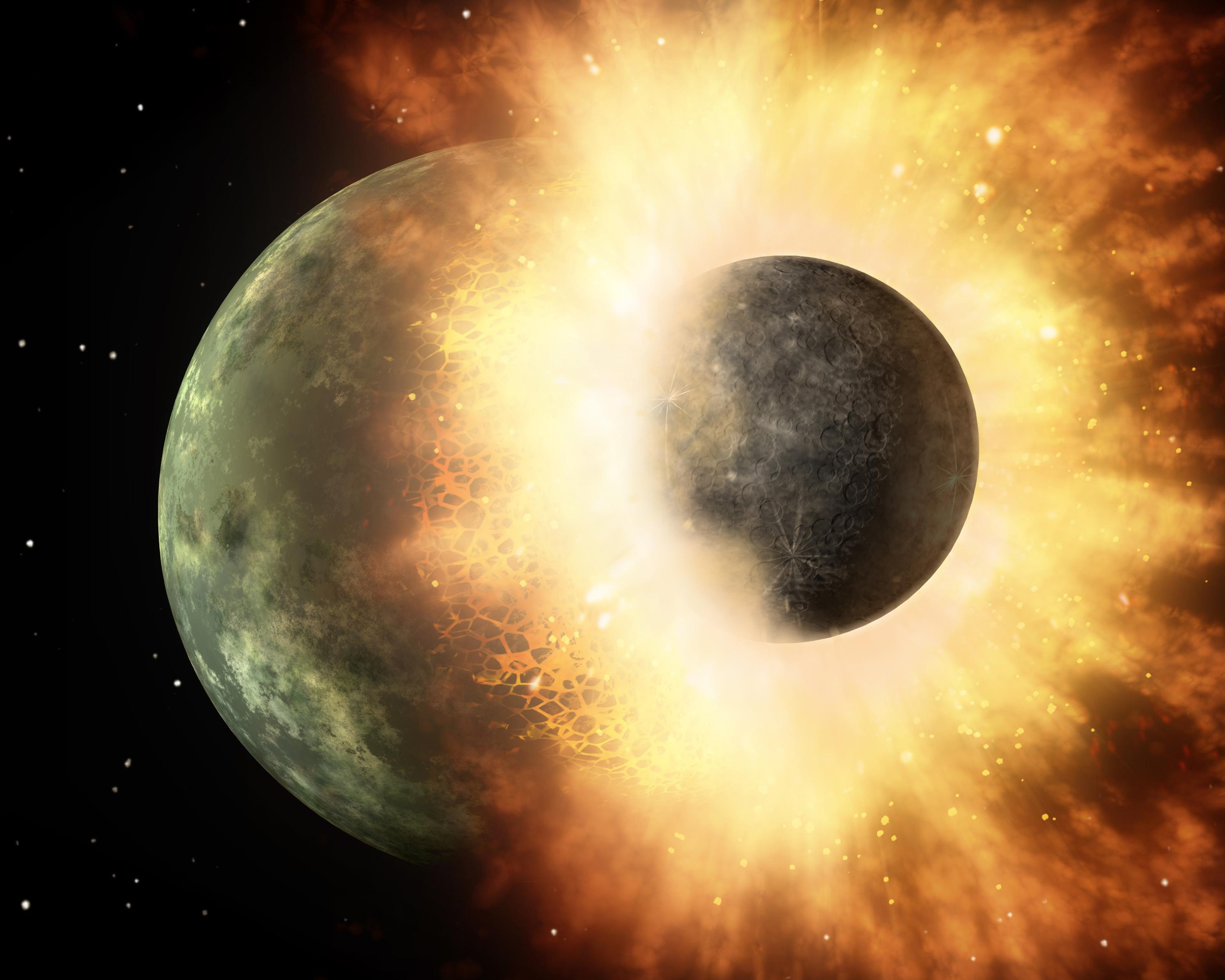
Representación de un artista del hipotético impacto de un planeta como Theia y la Tierra.

Tea, Teia o Theia es un antiguo planeta hipotético en el Sistema Solar primitivo que, según la hipótesis del impacto gigante, chocó con la Tierra primitiva hace unos 4.500 millones de años, y algunos de los escombros expulsados resultantes se reunieron para formar la Luna.
Además de explicar el gran satélite de la Tierra, la hipótesis de Teia también puede explicar por qué el núcleo de la Tierra es más grande de lo esperado para un cuerpo de su tamaño; El núcleo y el manto de Teia se mezclaron con el núcleo y el manto de la Tierra.
Según una versión de la hipótesis, Theia era un troyano terrestre del tamaño de Marte, con un diámetro de unos 6102 kilómetros (3791,6 mi). Evidencia adicional publicada en 2019 sugiere que Theia podría haberse formado en el Sistema Solar exterior en lugar del Sistema Solar interior, y que gran parte del agua de la Tierra se originó en Theia.

## Nombre
Tea recibió su nombre de la diosa Tea, una de las titánides, que en la mitología griega era la madre de Selene, la diosa de la Luna, que es paralela a la colisión del planeta Teia con la Tierra primitiva que, según la teoría, creó la Luna. En griego moderno, tiene el mismo origen que las palabras "θείος" (theios) y "θεία" (theia) ('tío' y 'tía', que también significan 'divino' en griego antiguo).

## Órbita
Se supone que Tea orbitó en la configuración L4 o L5 presentada por el sistema Tierra-Sol, donde tendería a permanecer. En ese caso, habría crecido, potencialmente a un tamaño comparable al de Marte. Las perturbaciones gravitacionales de Venus podrían haberlo puesto finalmente en curso de colisión con la Tierra primitiva.

## Colisión

Animación de la colisión entre la Tierra (azul) y Theia (negra), formando la Luna (roja y gris). Los cuerpos no están a escala.

De acuerdo con la hipótesis del impacto gigante, Teia orbitaba alrededor del Sol, casi a lo largo de la órbita de la proto-Tierra, permaneciendo cerca de uno u otro de los dos puntos Lagrangianos más estables del sistema Sol-Tierra (es decir, L4 o L5). Tea finalmente fue perturbada lejos de esa relación por la influencia gravitacional de Júpiter, Venus o ambos, lo que resultó en una colisión entre Theia y la Tierra.
Las simulaciones por computadora sugieren que Tea viajaba a no más de 4 km/s (14.000 km/h) cuando golpeó la Tierra en un ángulo estimado de 45 grados.
Inicialmente, la hipótesis suponía que Tea había golpeado la Tierra con un golpe oblicuo y expulsado muchas piezas tanto de la proto-Tierra como de Tea, esas piezas formando un cuerpo que se convirtió en la Luna o formando dos lunas que finalmente se fusionaron para formar la Luna. Dichos relatos asumieron que un impacto frontal habría destruido ambos planetas, creando un segundo cinturón de asteroides de corta duración entre las órbitas de Venus y Marte.
Por el contrario, la evidencia publicada en enero de 2016 sugiere que el impacto fue de hecho una colisión frontal y que los restos de Tea están en la Tierra y la Luna.

## Hipótesis
Desde el comienzo de la astronomía moderna, ha habido al menos cuatro hipótesis sobre el origen de la Luna:
1. Un solo cuerpo dividido en la Tierra y la Luna
2. La Luna fue capturada por la gravedad de la Tierra (como la mayoría de las lunas más pequeñas de los planetas exteriores fueron capturadas)
3. La Tierra y la Luna se formaron al mismo tiempo cuando se acrecentó el disco protoplanetario.
4. El escenario del impacto de Theia descrito anteriormente.

Se descubrió que las muestras de rocas lunares recuperadas por los astronautas del Apolo tenían una composición muy similar a la de la corteza terrestre, por lo que probablemente fueron extraídas de la Tierra en algún evento violento.